# Lars Elstrup
Lars Elstrup (* 24. März 1963 in Råby, Dänemark) ist ein ehemaliger dänischer Fußballspieler.
Der Stürmer spielte in den 1980er-Jahren bei IF Fjorden, Randers Freja, Brøndby IF, Feyenoord Rotterdam und Odense BK. 1988 gab er sein Debüt in der dänischen Fußballnationalmannschaft, für die er bis zum Ende seiner Karriere in 34 Einsätzen 13 Tore schoss.
1989 wechselte er für 650.000 Pfund als bis dahin teuerster Einkauf in der Geschichte dieses Vereins zum Erst-Divisionär Luton Town FC nach England. Nach einigen Anfangsschwierigkeiten sicherte er Luton mit 18 Toren in der Saison 1990/91 den Klassenerhalt, wechselte jedoch für die Saison 1991/92 bereits nach Odense zurück. 1992 wurde er mit der nachnominierten dänischen Nationalmannschaft sensationell Europameister. Da Dänemark kurzfristig für Jugoslawien ins Teilnehmerfeld rückte, musste Elstrup seinen bereits gebuchten Urlaub in Kalifornien absagen. Im letzten dänischen Gruppenspiel bei der EM 1992 erzielte Elstrup gegen Frankreich den 2:1-Siegtreffer. Er war zehn Minuten vorher eingewechselt worden. Anschließend sprach er vom wichtigsten Tor seiner Laufbahn.
Ein Jahr später gab Elstrup den Fußball auf und trat in eine Sekte ein. Er unternahm nach eigenen Angaben mehrere Selbstmordversuche und machte Schlagzeilen, als er sich in einem Kopenhagener Einkaufszentrum entblößte.
Nach dem Austritt aus der Sekte gelang es Elstrup nicht mehr, als professioneller Sportler Fuß zu fassen. Er spielte weiter im Amateurbereich, war als Fußball-Kommentator tätig und berichtete auf seiner später eingestellten persönlichen Website, für die er auch nackt posierte, von seinen fortgesetzten Versuchen der „Selbstheilung“.
Am 26. August 2016, während des Erstligaspiels zwischen dem Randers FC und Silkeborg IF (1:0), rannte Elstrup als Flitzer nackt über das Spielfeld, bis er von Ordnern eingefangen und abgeführt werden konnte.